# قاضي الجبل الباهت
قاضي الجبل الباهت (بالإنجليزية: Pallid Agama) (باللاتينية: Trapelus pallidus) ، هو نوع ينتمي إلى (فصيلة: Agamidae) .

## روابط خارجية
- زواحف المملكة العربية السعودية
- الزواحف والبرمائيات في مصر
- التنوع البيولوجي في مصر[وصلة مكسورة]